# Heian-dōri (metropolitana di Nagoya)
Heian-dōri (平安通駅?, Heian-dōri-eki) è una stazione della metropolitana di Nagoya situata nel quartiere di Kita-ku di Nagoya. Offre l'interscambio fra le linee e Meijō e Kamiiida, e quest'ultima ha qui il suo attuale capolinea, in attesa di una futura estensione verso il centro.

## Linee
Linea Meijō
 Linea Kamiiida

## Struttura
La stazione, sotterranea, offre l'interscambio fra le due linee. La linea Meijō  dispone di due banchine laterali con due binari passanti, mentre la linea Kamiiida, posta a un livello inferiore, dispone di una banchina a isola con due binari laterali. In concomitanza con l'apertura della linea Kamiiida, tutta la stazione è stata ristrutturata.
| 1   | Linea Meijō    | per Kanayama e Nagoyakō (via linea Meikō) |
| 2   | Linea Meijō    | per Ōzone e Motoyama                      |
| 3-4 | Linea Kamiiida | per Komaki e Inuyama                      |

## Stazioni adiacenti
| «              | Servizio    | »           |
| Linea Meijō    | Linea Meijō | Linea Meijō |
| -------------- | ----------- | ----------- |
| Shiga-hondōri  | -           | Ōzone       |
| Linea Kamiiida |             |             |
| Kamiiida       | -           | Capolinea   |